# Valerie Still
Valerie Still, già coniugata Lock (Lexington, 14 maggio 1961), è un'ex cestista e allenatrice di pallacanestro statunitense, professionista nella ABL e nella WNBA.
È stata la moglie di Rob Lock.

## Carriera
Con gli Stati Uniti ha disputato le Universiadi di Bucarest 1981.

## Palmarès
- 2 volte campionessa ABL (1997, 1998)
- ABL Finals Most Valuable Player (1998)
- All-ABL Second Team (1998)